# Mispila
Mispila är ett släkte av skalbaggar. Mispila ingår i familjen långhorningar.

## Dottertaxa tillMispila, i alfabetisk ordning[1]
- Mispila albopunctulata
- Mispila albosignata
- Mispila annulicornis
- Mispila apicalis
- Mispila assamensis
- Mispila biarcuata
- Mispila celebensis
- Mispila coomani
- Mispila curvifascia
- Mispila curvilinea
- Mispila diluta
- Mispila dotata
- Mispila elongata
- Mispila flavopunctata
- Mispila flexuosa
- Mispila impuncticollis
- Mispila javanica
- Mispila khamvengae
- Mispila mindanaonis
- Mispila minor
- Mispila nicobarica
- Mispila nigrovittata
- Mispila notaticeps
- Mispila obliquevittata
- Mispila obscura
- Mispila papuana
- Mispila parallela
- Mispila pedongensis
- Mispila philippinica
- Mispila picta
- Mispila plagiata
- Mispila punctifrons
- Mispila rufula
- Mispila samarensis
- Mispila sibuyana
- Mispila signata
- Mispila siporensis
- Mispila sonthianae
- Mispila subtonkinea
- Mispila taoi
- Mispila tonkinea
- Mispila tonkinensis
- Mispila venosa
- Mispila zonaria